# Fullatre
El fullatre es un producto originario de Tauste (Zaragoza, España). Es típico del día de San José y su forma es de torta redonda, sobre la que se añaden unas bolas esféricas hechas de la misma masa. El ingrediente principal es la masa madre, a la que se añade harina, huevos, azúcar, aceite de oliva y levadura.